# Воздвиженська сільська рада (Сарактаський район)
Воздви́женська сільська рада (рос. Воздвиженский сельский совет) — сільське поселення у складі Сарактаського району Оренбурзької області Росії.
Адміністративний центр — село Воздвиженка.

## Населення
Населення — 1489 осіб (2019; 1595 в 2010, 1481 у 2002).

## Склад
До складу сільської ради входять:
| Населений пункт   | Населення, осіб (2002) | Населення, осіб (2010) |
| ----------------- | ---------------------- | ---------------------- |
| Воздвиженка, село | 880                    | 977                    |
| Ірек, село        | 75                     | 103                    |
| Саперка, хутір    | 2                      | 0                      |
| Шишма, село       | 524                    | 515                    |